# Pantydia capistrata
Pantydia capistrata là một loài bướm đêm trong họ Erebidae.